# Ostro (Album)
Ostro ist ein Jazzalbum von Samuel Leipold, Jürg Bucher und Luca Lo Bianco. Die im März und November 2021 im Zoo Studio Bern entstandenen Aufnahmen erschienen 2023 auf HatHut Records (ezz-thetics).

## Hintergrund
Die Ursprünge dieses Trios gehen auf ein Gespräch zwischen Leipold und Jürg Bucher, seinem Kollegen im Swiss Jazz Orchestra, über ihre gemeinsame Faszination für das Trio Jimmy Giuffre 3 zurück, notierte Fred Grand. Eine Einladung zu einer Studiosession in Bern während der COVID-19-Pandemie bot Gelegenheit zum Experimentieren mit dem Idiom, und um diese Besetzung (Gitarre, Klarinette, Bass) zu vervollständigen, zogen sie den Luzerner Bassisten Luca Lo Bianco zu der Session hinzu. Den Abschluss von Ostro bildet Teil 1 der „Trois pièces pour clarinette seule“ (1918) von Igor Strawinsky.

## Titelliste
- Samuel Leipold / Jürg Bucher / Luca Lo Bianco: Ostro (ezz-thetics 1042)[2]

1. Zoncolan 5:30
2. Harmonium 6:08
3. Brandluft 5:41
4. Afternoon (Jimmy Giuffrè) 3:50
5. Thanatos (Luca Lo Bianco) 6:57
6. Ondulation 4:31
7. Soma 3:44
8. Another Try 0:44
9. Three Clarinet Pieces I (Igor Stravinsky) 2:21

Wenn nicht anders vermerkt, stammen die Kompositionen von Samuel Leipold.

## Rezeption
Trotz seiner offensichtlichen musikalischen Anlehnung an die offen strukturierten und interaktiven Improvisationen der Jimmy Giuffre Three sei Ostro keine direkte Hommage an diese Formation, schrieb Fred Grant im Jazz Journal. Zwar gebe es eine atemberaubend schöne Coverversion von Giuffres „Afternoon“, und auch dessen charakteristischer Sinn für melancholische Selbstbeobachtung steche deutlich hervor, aber das Erbe des 2008 verstorbenen Amerikaners sei eher ein Ausgangspunkt als ein strenger musikalischer Entwurf. Leipolds verführerische Kompositionen würden sicherlich in jeder musikalischen Umgebung glänzen, aber in den Händen dieses hervorragend interaktiven Trios würden sie zu einigen der erhabensten Kammerjazz-Stücke, die man sich vorstellen kann.
Manfred Papst (Neue Zürcher Zeitung) zeichnete das Album mit vier Sternen aus: dies sei „entrückter Kunst mit Zwischentönen“.